# Castello di Costamezzana
Il castello di Costamezzana, noto anche come castello dei Tavernieri per distinguerlo dal vicino castello dei Garibaldi (o Gribaldi), oggi distrutto, di Costa Garibalda, frazione di Medesano, è un maniero medievale che sorge a Costamezzana, piccola frazione collinare del comune di Noceto, in provincia di Parma.

## Storia
L'originaria fortificazione a difesa del territorio fu innalzata lungo la Via Francigena probabilmente nell'XI secolo, per volere della nobile famiglia dei Tavernieri.
Nel 1249 l'imperatore del Sacro Romano Impero Federico II di Svevia assegnò il feudo a Oberto II Pallavicino, che lo mantenne fino al 1268; il maniero passò al Comune di Parma, che nel 1297 lo fece distruggere, decretando di non ricostruire più alcuna fortificazione a Costamezzana.
In seguito il feudo fu conquistato dai da Cornazzano, che avviarono la ricostruzione del castello, ma nel 1325 i guelfi parmigiani lo attaccarono nuovamente, espugnandolo.
Nel 1374 il marchese Niccolò Pallavicino prese possesso del feudo del suo avo, riavviando l'edificazione del maniero; i lavori subirono una brusca interruzione a causa della partecipazione del marchese all'assassinio dello zio Giacomo, signore di Bargone, e del cugino Giovanni, figlio di quest'ultimo; il duca di Milano Bernabò Visconti attaccò e conquistò il castello di Tabiano, allontanando Niccolò da tutte le sue terre; soltanto nel 1389, in seguito alla presa del potere da parte di Gian Galeazzo Visconti, Niccolò, Giovanni e Federico Pallavicino rientrarono in possesso dei loro feudi e furono riavviati i lavori di costruzione del possente castello di Costamezzana, che fu completato intorno al 1395, anno in cui l'imperatore Venceslao di Lussemburgo investì Niccolò Pallavicino del feudo.
Nel 1403 i Rossi, desiderosi di vendicarsi dell'incendio di Pieve Altavilla, assaltarono il maniero, ma furono inizialmente respinti dal marchese Rolando il Magnifico; i successivi attacchi furono però rovinosi e causarono la distruzione della fortezza e la devastazione delle terre circostanti.
Nel 1441 Niccolò Piccinino convinse Filippo Maria Visconti del tradimento di Rolando e si fece incaricare di conquistare lo Stato Pallavicino; il marchese fu costretto alla fuga e tutti i suoi feudi furono incamerati dal duca di Milano, che li assegnò in buona parte al Piccinino. In seguito alla morte di quest'ultimo, nel 1445 il Visconti investì del castello di Costamezzana i figli Jacopo e Francesco Piccinino, che tuttavia nel 1455 dovettero lasciare il maniero e le sue terre nuovamente a Rolando il Magnifico.
Alla morte del Marchese nel 1457, il castello fu assegnato al figlio Giovan Manfredo, marchese di Polesine, che lo trasmise ai suoi discendenti; l'ultimo marchese Giulio morì nel 1600 e Costamezzana, con Cella e Borghetto, fu assorbita dalla Camera ducale di Parma.
Nel 1625 il feudo di Cella e Costamezzana fu acquistato dal marchese Alessandro Bergonzi e nel 1706 fu elevato rango di marchesato dal duca Francesco Farnese, che lo assegnò al governatore di Parma Benedetto Mischi.
Nel 1805 i decreti napoleonici sull'abolizione dei diritti feudali non comportarono la confisca del maniero, che rimase alla famiglia Mischi fino alla fine del XIX secolo, quando fu acquistato dalla famiglia Barbieri.

## Descrizione

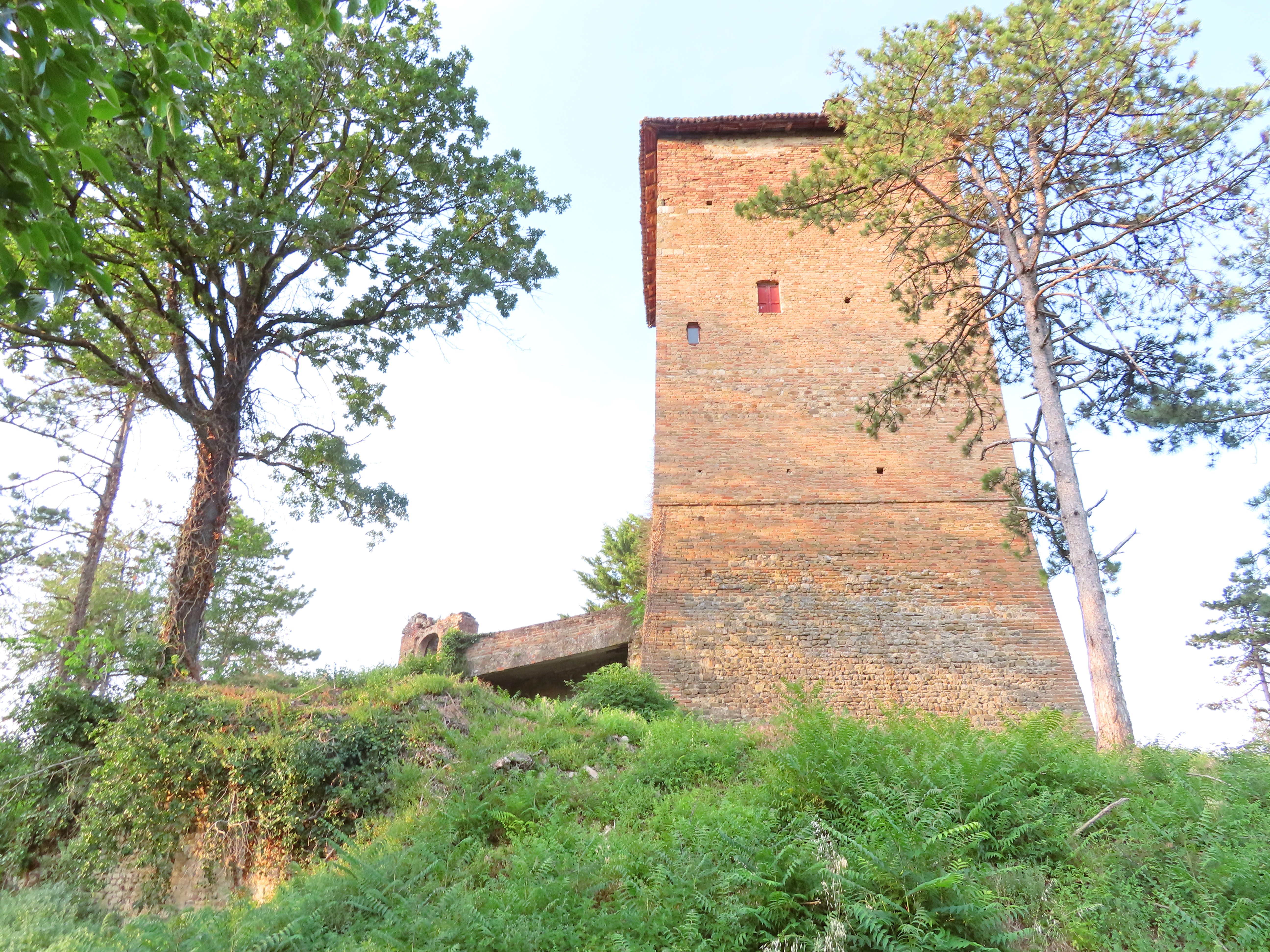
Mastio

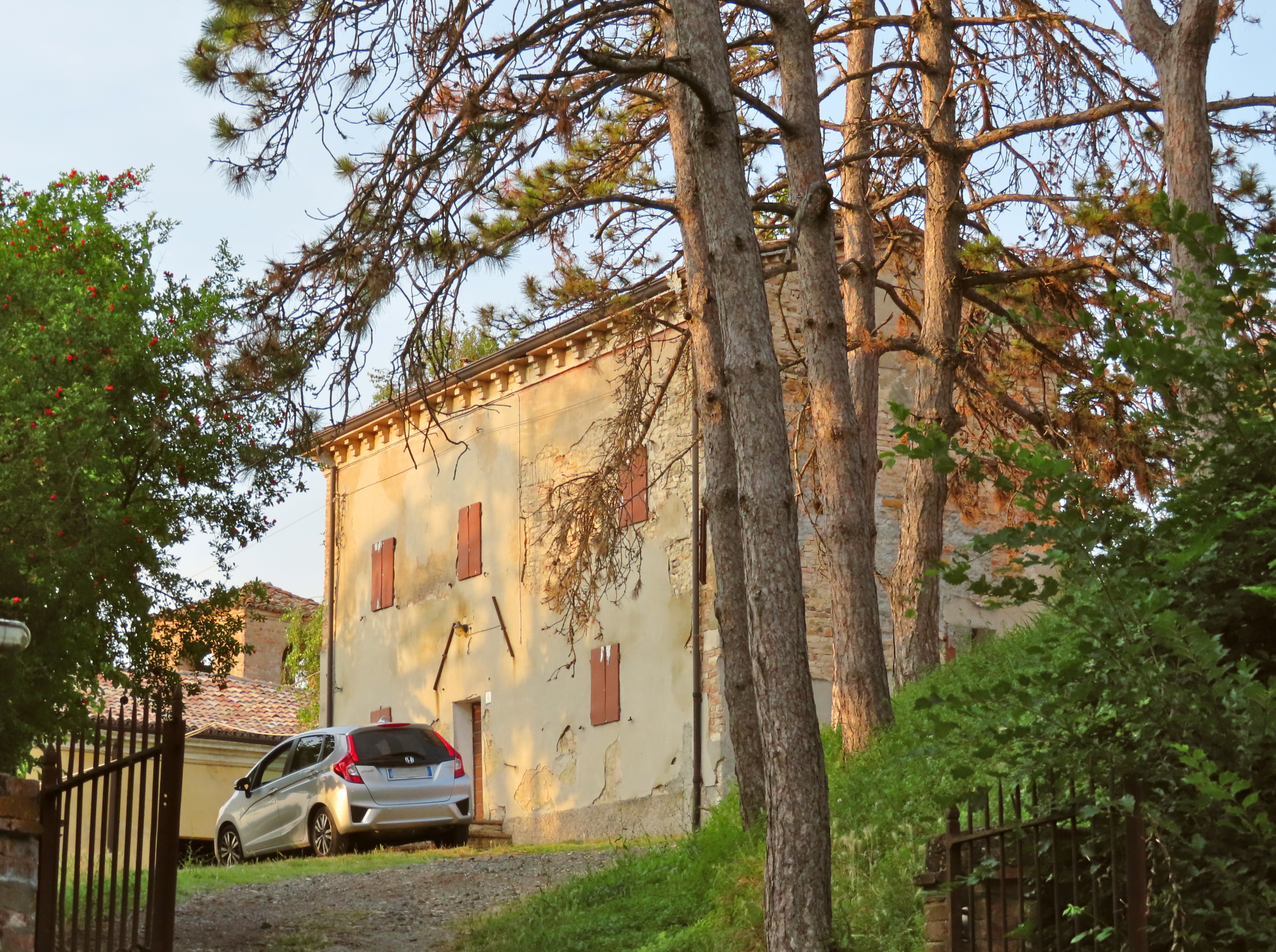
Edificio centrale

L'attuale castello, posto su una piccola altura, mantiene soltanto poche testimonianze dell'originaria struttura tardo-medievale; le parti ancora intatte sono costituite dal mastio a pianta quadrata a sud, da alcuni edifici tra cui l'antica chiesa, dalla torre rotonda a nord e da alcune mura a sostegno del terrapieno.
La torre in laterizio, dotata di poche piccole finestre, mostra ancora il carattere difensivo della struttura, completamente priva di decorazioni.
Accanto a essa, oltre le rovine delle massicce mura e di alcuni fabbricati, si elevano alcuni edifici in mattoni e pietre, oggi adibiti a caseggiati agricoli e a ristorante.
Più a settentrione, a margine della severa torre circolare aperta sulla vallata con due strette finestre strombate, si elevano altri fabbricati in laterizio e pietra, caratterizzati anch'essi dalla presenza di piccole e rade aperture. Accanto a essi si erge l'antica cappella di San Pietro Apostolo, nota nel 1230 come "Ecclesia S. Petri de Costa Mezzana Tabernariorum"; la chiesa medievale con campanile, elevata a parrocchia nel 1564, fu successivamente chiusa al culto e adibita a stalla e a fienile, fino all'utilizzo attuale quale deposito.